# 大陪审团
大陪审团（英語：Grand Jury，法语grandé，“大的”）是一种负责进行法律程序、调查潜在的犯罪行为，并决定是否应提起刑事诉讼立的陪审团。大陪审团有权传唤某人作证或索取物证。大陪审团独立于法院，法院并不主管其运作。
大陪审团制度起源于中世纪的英格兰，现今的实例包括美国，以及在利比里亚较小范围内的应用。在日本，设有公民组成的检察审查会，负责审查检方决定不予起诉的案件，但与前两国不同，其审查并非提起公诉的必要条件。
大陪审团兼具起诉和调查两种职能。其调查职能包括获取并审查文件及其他证据，以及听取到庭证人的宣誓证词；而起诉职能则是决定是否有合理理由（英語：Probable cause）相信一人或多人在法院管辖权内犯下特定罪行。尽管多数大陪审团专注于刑事案件，但一些民事大陪审团则承担独立的监督职能。在18至19世纪的爱尔兰和美国，大陪审团偶尔也会被组建起来以通过或批准公共政策。
因其传统上的陪审员人数多于审判陪审团（英語：Trial jury），陪审团有时也被称为小型陪审团或小陪审团（英語：Petit jury，法语petit，“小的”）。在美国，一个大陪审团通常由16至23名成员组成，但在弗吉尼亚州，常规或特别大陪审团的人数则较少。